# 베트남어 위키백과
베트남어 위키백과(베트남어: Wikipedia tiếng Việt위키피디아 띠엥 비엣)는 베트남어로 된 위키백과이다. 2002년 11월에 시작되었다. 2008년 8월 문서 수가 5만개를 넘어섰다. 기호는 vi이다. 2021년 5월 28일 기준으로 1,264,362개의 문서가 있다.
베트남 위키백과는 2013년 5월에 문서 수가 약 60만개였으나, 한 달 뒤인 2013년 6월에 문서 수가 약 80만 9천개로, 한달 만에 문서 수가 약 20만개 늘었다. 이는 하루에 문서를 약 6990개를 쓴 것과 같다. 또한, 2014년 5월 93만 7천에서, 2014년 6월 110만개로 약 17만개, 한 달 전의 문서 생성 속도의 25배에 달하고, 하루에 약 6160개를 쓴 것과 같다.
이로써 베트남어 위키백과는 2014년 7월을 기준으로 문서의 수가 8번째로 많은 위키백과가 되었다. 하지만 110만개의 문서 중에서, 2kb(2048 바이트)를 넘는 문서는 전체의 8%에 불과해, 내용은 많이 부족한 편이다.

## 문서수
| 문서수    | 날짜            | 시간 간격 |
| --------- | --------------- | --------- |
| 1,000,000 | 2014년 6월 15일 | 17일      |
| 900,000   | 2014년 5월 29일 |           |
| 800,000   | 2013년 7월 16일 | 39일      |
| 700,000   | 2013년 6월 7일  | 3일       |
| 600,000   | 2013년 6월 4일  |           |
| 500,000   | 2012년 9월 28일 | 156일     |
| 400,000   | 2012년 5월 5일  | 118일     |
| 250,000   | 2012년 5월 1일  | 198일     |
| 210,000   | 2011년 5월 7일  | 87일      |
| 200,000   | 2011년 5월 4일  | 24일      |
| 190,000   | 2011년 5월 3일  | 7일       |
| 180,000   | 2011년 5월 3일  | 3일       |